# Ösztön (Kalapács-album)
Az Ösztön a Kalapács zenekar 2002-ben megjelent második nagylemeze. Az első merénylet után ez volt az első olyan albuma a zenekarnak, amelyen saját dalok szerepeltek, és a tényleges Kalapács zenekar játszik. A felállás az Első merénylet turnéjára állt össze, ahol saját dalötletek születtek, így jutva el oda, hogy egy új zenekart hozzanak létre. Kalapács József mögött sorakozott fel Sárközi Lajos - akivel Kalapács korábban az Omen zenekarban már játszott együtt - és Weisz László (korábban Dance) gitárosok, valamint Beloberk István basszusgitáros és testvére, Beloberk Zsolt dobos, akik korábban a Sámánban zenéltek. Az új lemezt mind a Kalapács fémjelezte Pokolgép és Omen rajongók jól fogadták.

## Az album dalai
1. Nem az a harc - 4:48
2. A hold és a nap - 5:03
3. Vádirat - 4:11
4. Felébredés - 3:55
5. Vége a dalnak - 3:57
6. Ne állj mögém - 5:17
7. Válassz - 3:59
8. Lángolj - 4:14
9. Lidércfény - 5:29
10. Itt leszek - 5:59
11. Vérár - 4:29
12. Ösztön - 5:01
13. Angyal - 4:43

## Közreműködők
- Kalapács József - ének
- Beloberk Zsolt - dob
- Beloberk István - basszusgitár
- Sárközi Lajos - gitár
- Weisz László - gitár
- Szövegek: Vadon János
- Hangmérnök: Küronya Miklós
- Zenei rendező: Weisz László
- Produkciós vezető: Hartmann Kristóf